# オズラプトル
オズラプトル（Ozraptor）は、中期ジュラ紀バッジョシアン期のコラルラ砂岩から化石が産出している、アベリサウルス科に分類される可能性のある獣脚類の恐竜の属。オーストラリアで発見され、断片的な化石のみが知られている。

## 発見と命名
1967年、スコッチ・カレッジ (パース)に所属する12歳の学生の一団がジェラルトンのBringo Railway Cutting siteで化石を発見し、西オーストラリア大学のレックス・プライダー教授に見せた。プライダーは化石の型を制作し、ロンドン自然史博物館の専門家に送ったが、その時点では絶滅したカメに属する可能性が高いと判断された。母岩から取り出されたのち1990年代に行われた骨の再評価では、ジョン・A・ロングとラルフ・モルナーが本標本を獣脚類の属の脛骨として扱った。
1998年、ロングとモルナーはタイプ種 Ozraptor subotaii を記載・命名した。属名はオーストラリア人に対する愛称である "Ozzies"、およびラテン語で「占有者」を意味するraptor に由来する。種小名は映画『コナン・ザ・グレート』に登場する架空の登場人物サボタイに由来する。
ホロタイプ標本 UWA 82469 はコラルラ砂岩で発見されており、年代は約1億6900万年前の中期バッジョシアン期にあたる。本標本は左脛骨の遠位端で構成されている。ロエトサウルスと並び、既知の範囲内では最古級のオーストラリアの恐竜である。化石が極めて断片的であるため不確実だが、他の化石との比較から全長は2m程度であると推定されている。

## 分類
後肢の一部しか発見されていないため、オズラプトルの分類は難しい。1998年に記載者らは Theropoda incertae sedis 以上の具体的な同定が不可能であるとした。2004年にトーマス・ホルツ・R・ジュニアは本属をアヴェテロポーダ類とした。2005年の別の研究では、オリバー・ローハットが本属を獣脚類として分類し、距骨の溝に垂直方向の隆起があることから具体的にはアベリサウルス上科とした。しかしローハットは2012年、アベリサウルス上科であると同定される根拠となった特徴はアベリサウルス上科以外にも見られるとして、獣脚類以上の分類は不明だとしている。